# Línea Tokyu Meguro
La línea Meguro (目黒線 Meguro-sen?), operada por Tokyu, conecta las estaciones de Meguro (Shinagawa, Tokio) y de Hiyoshi (Yokohama, Kanagawa). Sus siglas son MG.

## Historia
En 1923, Ferrocarriles de Meguro-Kamata inaugura la línea Meguro entre Meguro y Numabe. Al ampliarse el servicio hasta Kamata, pasa a llamarse Línea Mekama. En el año 2000, esta línea sufre una reconfiguración y se separa en dos servicios: la línea Meguro (Meguro-Tamagawa) y la línea Tamagawa (Tamagawa-Kamata) con el objetivo de unir la primera con la red de metro de Tokyu Metro y de Toei.En 2008, se amplía hasta la estación de Hiyoshi y queda conectada con la línea Toyoko de Tokyu y la Green Line del Metro de Yokohama.Por último, en 2023, la línea Meguro queda conectada a la línea Shin-Yokohama y, por consiguiente, a las líneas de Sotetsu que se adentran en la prefectura de Kanagawa.

## Material móvil

### Propiedad de Tokyu
- Serie 3020 (8 vagones)
- Serie 5080 (8 vagones)
- Serie 3000 (8 vagones)

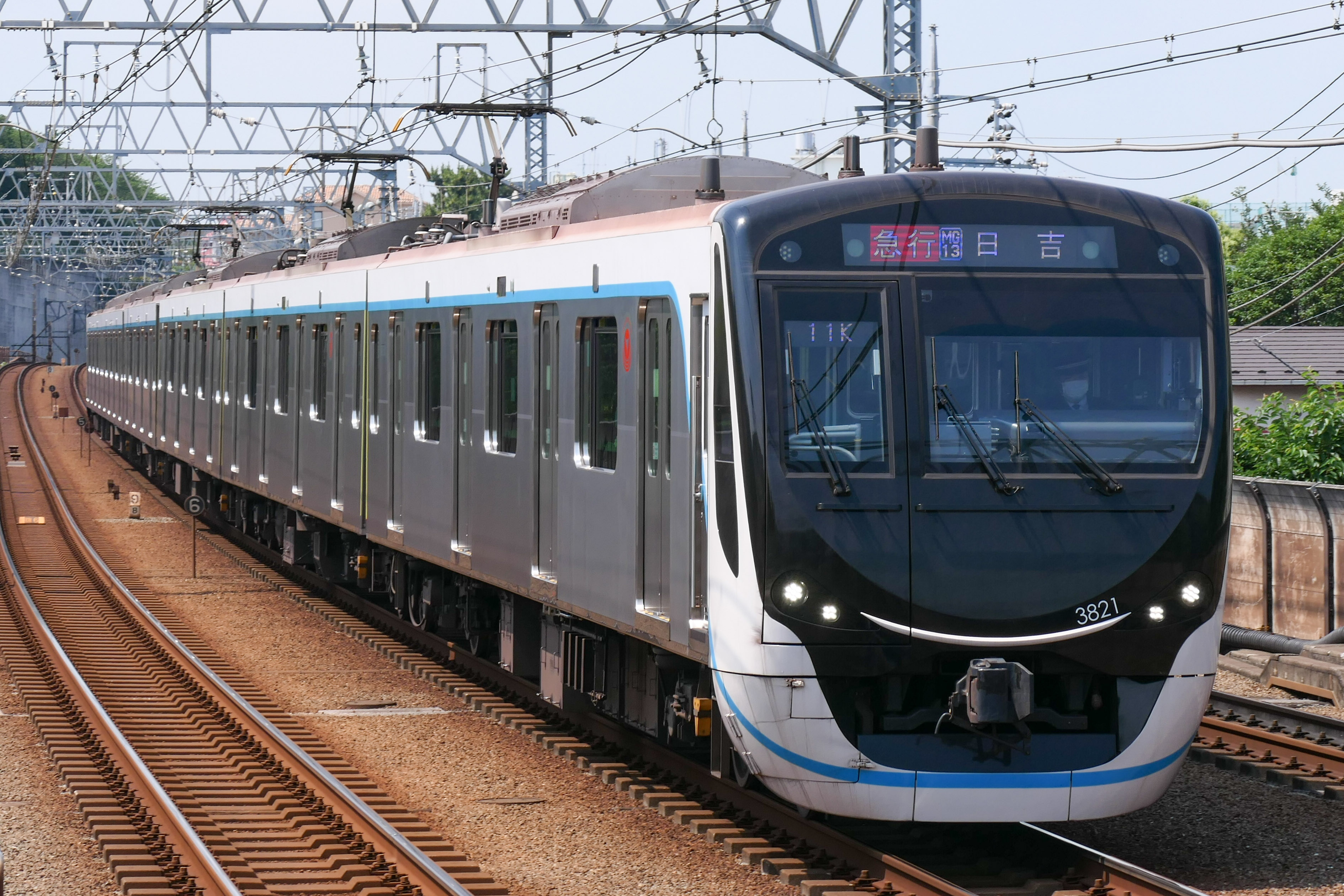
Serie 3020
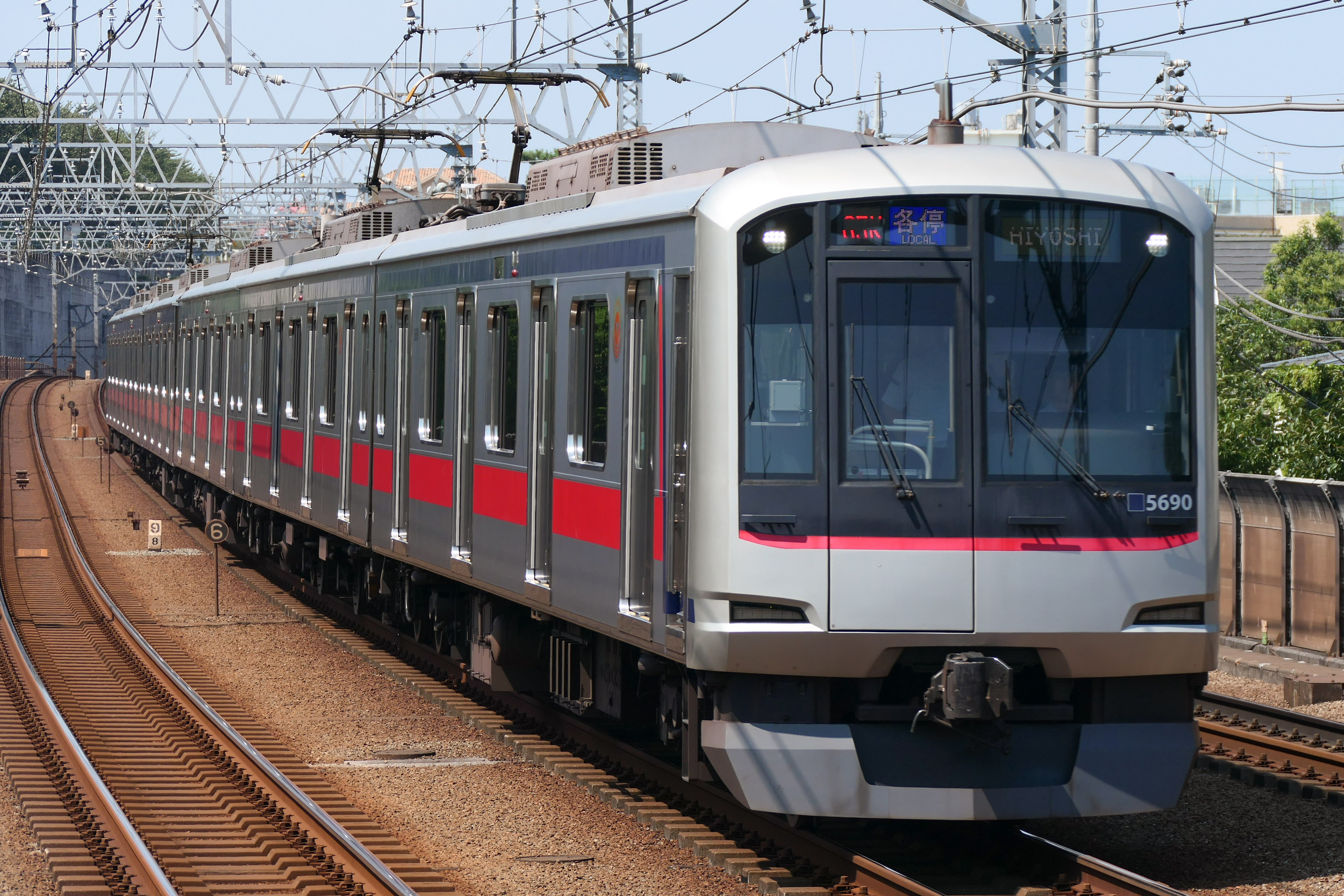
Serie 5080
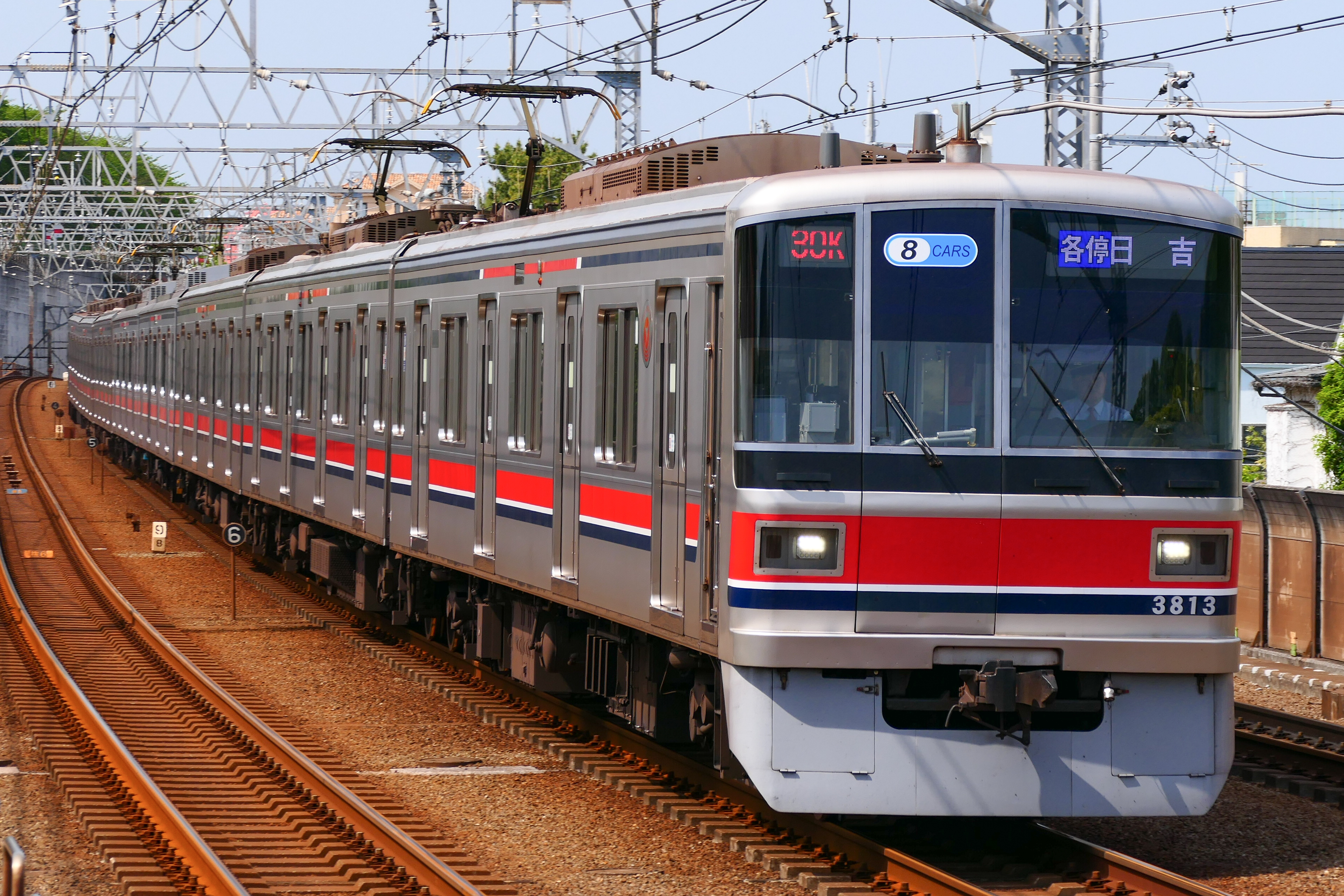
Serie 3000

### Trenes de líneas que enlazan con la línea Meguro

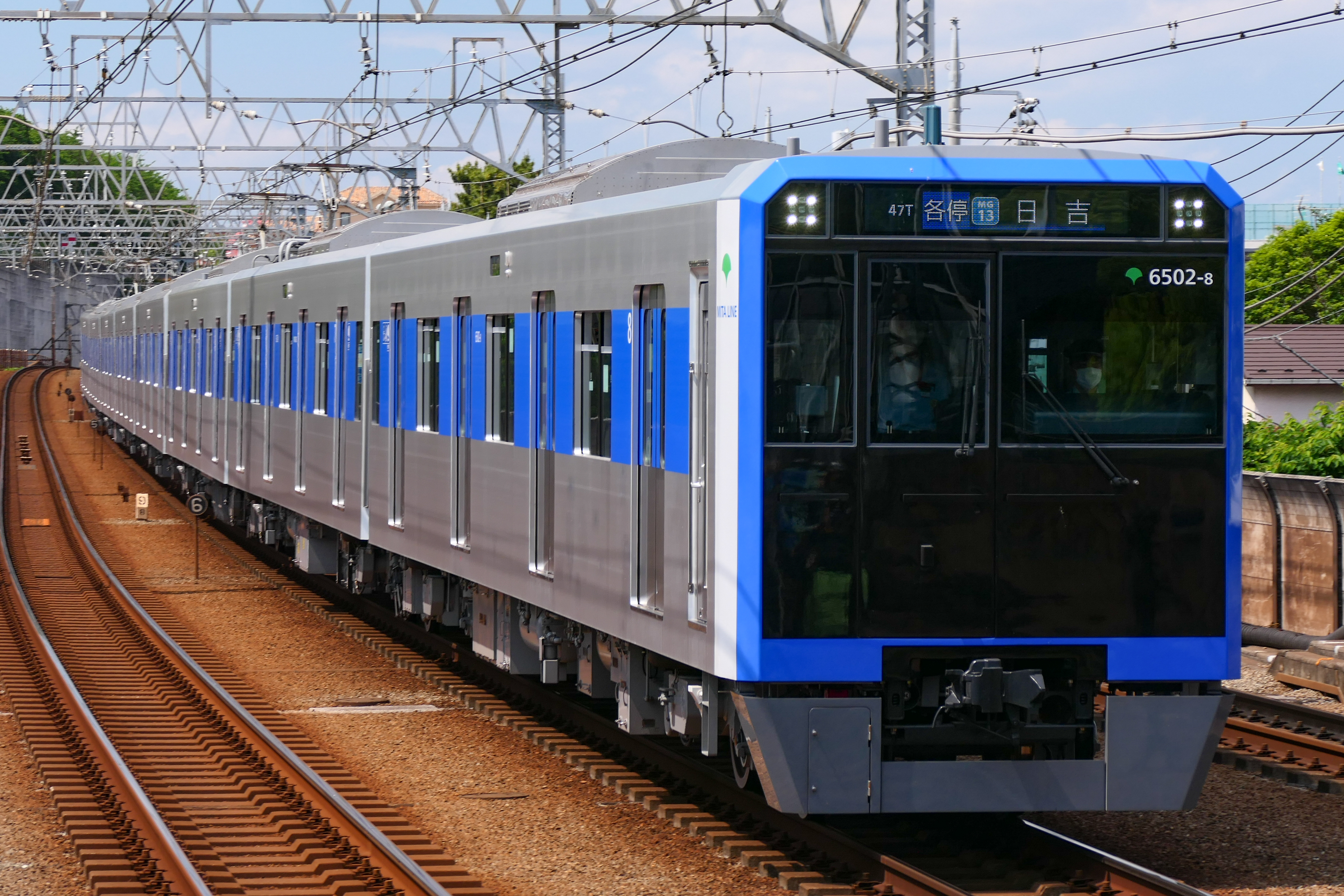
Tipo 6500
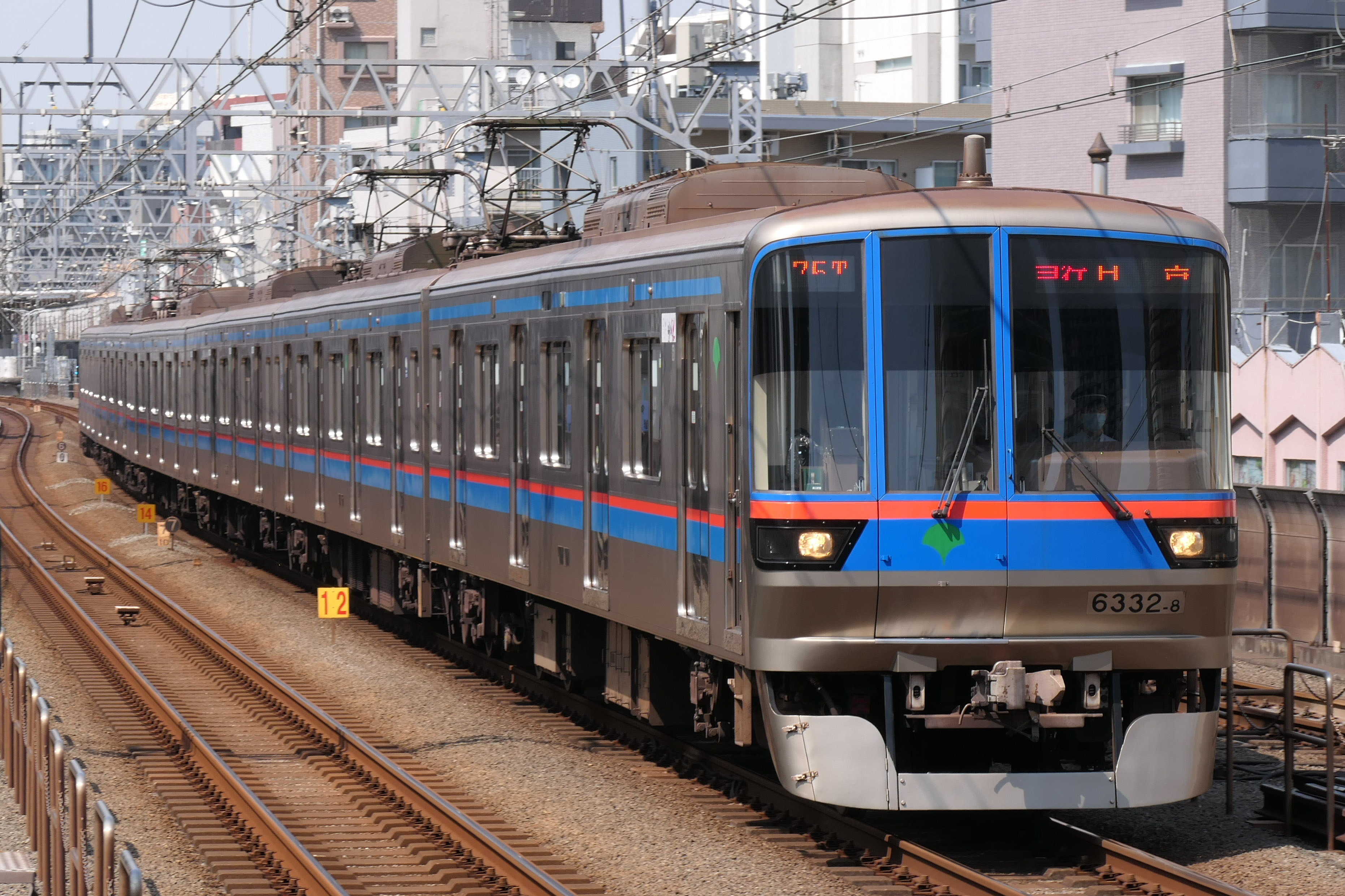
Tipo 6300

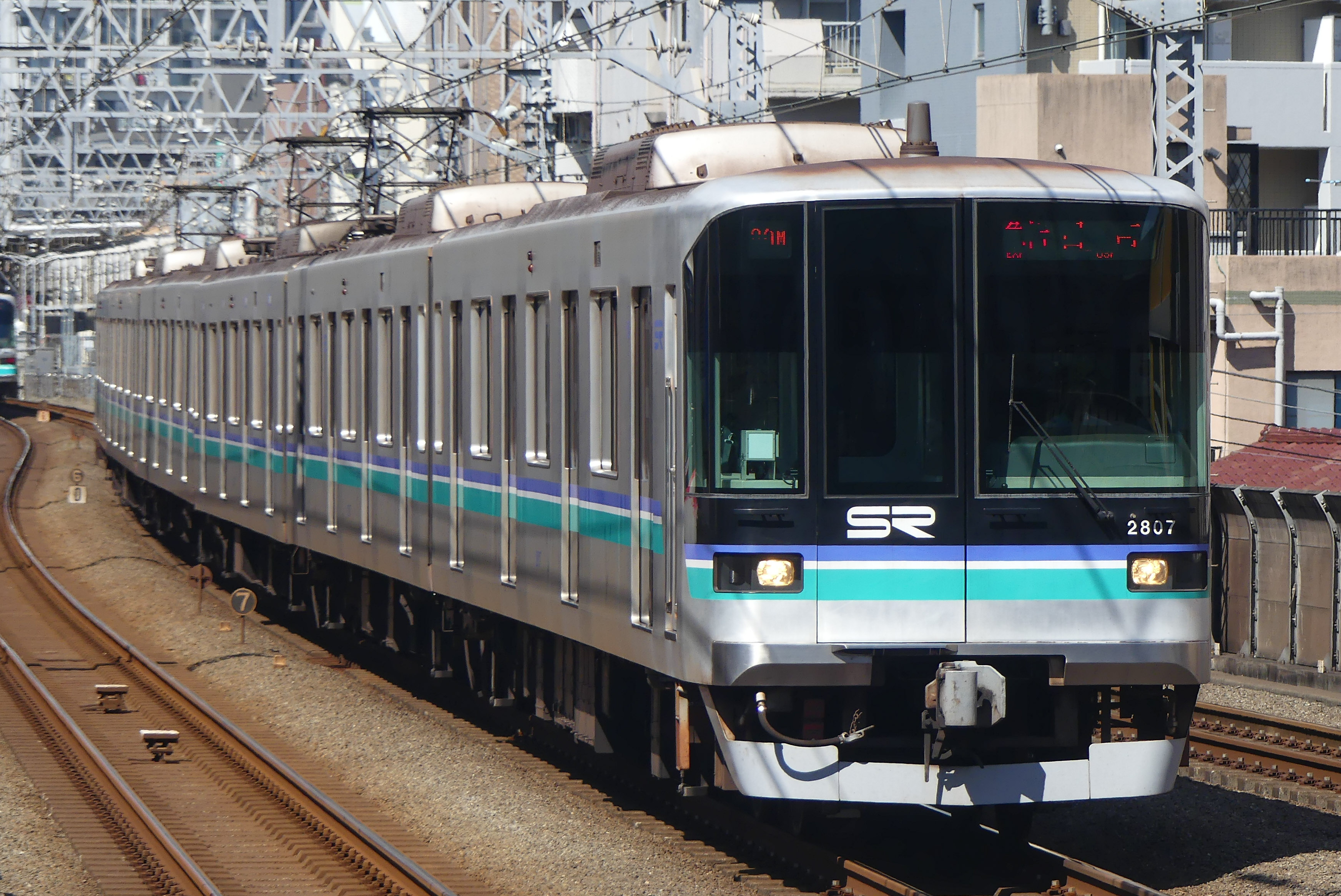
Serie 2000

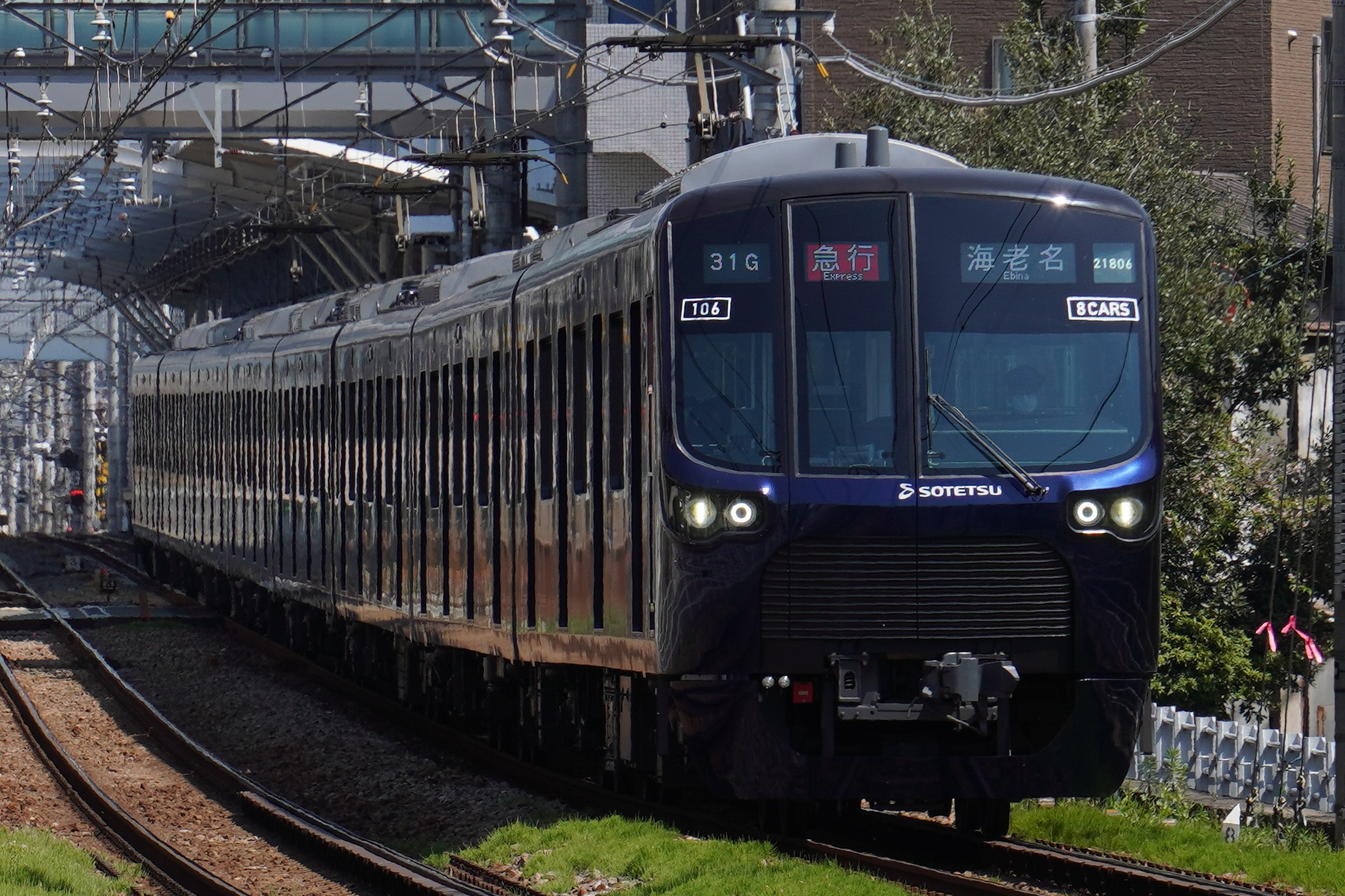
Serie 21000

Propiedad de Tokyo Metro
- Serie 9000 (6 u 8 vagones)

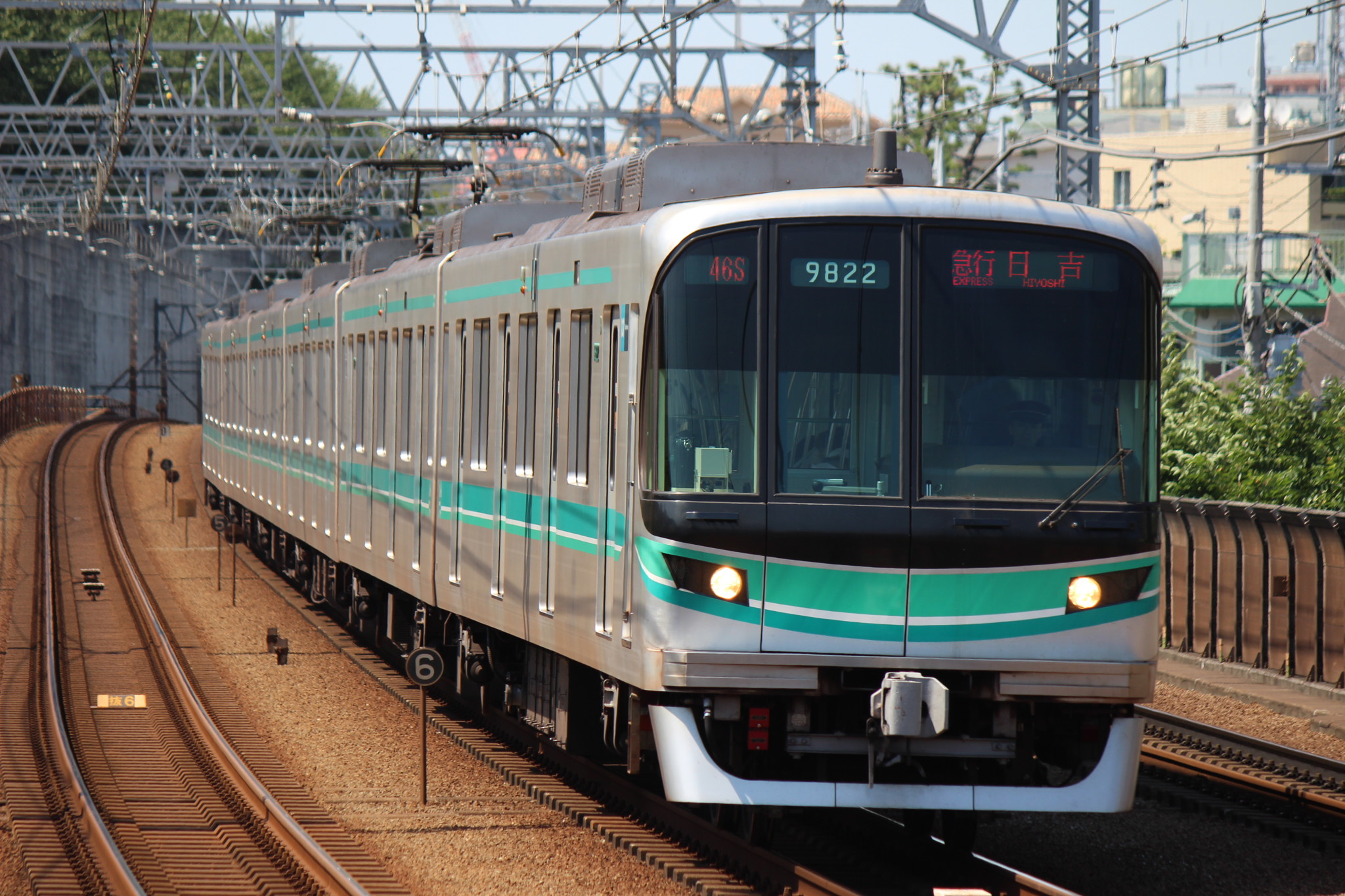
Serie 9000

Propiedad de Buró de transporte de Tokio (Toei)
- Serie 6500（8 vagones）
- Serie 6300（6 vagones）

- Tipo 6500
- Tipo 6300

Propiedad de Saitama Railway

- Serie 2000 (6 vagones)

- Serie 2000

Propiedad de Sotetsu
- Serie 21000 (8 vagones)

- Serie 21000

| Código | Estación       | Correspondencia | Lugar    | Lugar     |
| ------ | -------------- | --------------- | -------- | --------- |
| MG01   | Meguro         |                 | Tokio    | Shinagawa |
| MG02   | Fudo-mae       |                 | Tokio    | Shinagawa |
| MG03   | Musashi-koyama |                 | Tokio    | Shinagawa |
| MG04   | Nishi-koyama   |                 | Tokio    | Shinagawa |
| MG05   | Senzoku        |                 | Tokio    | Meguro    |
| MG06   | Ookayama       |                 | Tokio    | Ota       |
| MG07   | Okusawa        |                 | Tokio    | Setagaya  |
| MG08   | Den-en-chofu   |                 | Tokio    | Ota       |
| MG09   | Tamagawa       |                 | Tokio    | Ota       |
| MG10   | Shin-marunoko  |                 | Tokio    | Ota       |
| MG11   | Musashi-kosugi |                 | Kanagawa | Kawasaki  |
| MG12   | Motosumiyoshi  |                 | Kanagawa | Kawasaki  |
| MG13   | Hiyoshi        |                 | Kanagawa | Yokohama  |